# 우크라이나의 계엄
우크라이나의 계엄은 우크라이나 헌법과 계엄령법 Закон України "Про правовий режим воєнного стану" 에 의해 규정된 계엄 절차이다. 계엄령 발효 중에는 선거를 실시하지 않고 대통령과 라다 임기가 계속 연장된다.
페트로 포로셴코 우크라이나 대통령과 최고 라다는 2018년 케르치 해협 사건의 여파로 인하여 현지 시각 2018년 11월 26일 14시부터 30일 동안 체르니히우주, 수미주, 하르키우주, 루한스크주, 도네츠크주, 자포리자주, 헤르손주, 미콜라이우주, 오데사주, 빈니차주에 계엄을 선포했다. 2022년 2월 24일에는 볼로디미르 젤렌스키 우크라이나 대통령이 러시아의 우크라이나 침공의 여파로 인하여 우크라이나 전역에 계엄령을 선포했다.

## 같이 보기
- 러시아-우크라이나 관계
- 러시아-우크라이나 전쟁
- 러시아의 우크라이나 침공